# Áustria nos Jogos Olímpicos de Inverno da Juventude de 2012
A Áustria nos Jogos Olímpicos de Inverno da Juventude de 2012 participou do evento como anfitriã. Levou 81 atletas que conquistaram um total de 13 medalhas para o país.
Os jogos foram realizados em Innsbruck, uma cidade no oeste do país, capital do estado de Tirol.

## Medalhistas
| Medalha | Nome                                                                 | Esporte            | Evento                   | Data   |
| ------- | -------------------------------------------------------------------- | ------------------ | ------------------------ | ------ |
| Ouro    | Marco Schwarz                                                        | Esqui alpino       | Combinado masculino      | 15 Jan |
| Ouro    | Elisabeth Gram                                                       | Esqui estilo livre | Halfpipe feminino        | 15 Jan |
| Ouro    | Miriam Stefanie Kastlunger                                           | Luge               | Feminino simples         | 16 Jan |
| Ouro    | Martina Rettenwender Marco Schwarz Christine Ager Mathias Graf       | Esqui alpino       | Time misto paralelo      | 17 Jan |
| Ouro    | Marco Schwarz                                                        | Esqui alpino       | Slalom gigante masculino | 19 Jan |
| Ouro    | Michelle Buchholzer                                                  | Esqui estilo livre | Esqui cross feminino     | 21 Jan |
| Prata   | Stefan Geisler                                                       | Skeleton           | Masculino individual     | 21 Jan |
| Prata   | Carina Mair                                                          | Skeleton           | Feminino individual      | 21 Jan |
| Prata   | Benjamin Maier Robert Ofensberger                                    | Bobsleigh          | 2 homens                 | 22 Jan |
| Prata   | Áustria                                                              | Hóquei no gelo     | Competição feminina      | 22 Jan |
| Bronze  | Christine Ager                                                       | Esqui alpino       | Super-G feminino         | 14 Jan |
| Bronze  | Miriam Stefanie Kastlunger Armin Frauscher Thomas Steu Lorenz Koller | Luge               | Revezamento time misto   | 17 Jan |
| Bronze  | Mathias Graf                                                         | Esqui alpino       | Slalom masculino         | 21 Jan |